# Glucometru
Glucometrul este un dispozitiv de măsurare a concentrației sanguine a glucozei. Se bazează pe spectrofotometrie. Este un aparat portabil care permite monitorizarea mai detaliată a glicemiei personelor cu tulburări ale metabolismului glucozei. Prin intepatura, se recolteaza o cantitate foarte mica de sange. Picatura de sange este pusa pe o hartie de unica folosinta, de care aparatul se foloseste pentru a citi valorile mg/dl si mmol/l.